# Climacia insolita
Climacia insolita is een insect uit de familie sponsvliegen (Sisyridae), die tot de orde netvleugeligen (Neuroptera) behoort. 
Climacia insolita is voor het eerst wetenschappelijk beschreven door Flint in 1998.